# Ritratto di Antonio Martelli
Il Ritratto di Antonio Martelli, Cavaliere di Malta è un dipinto a olio su tela (118,5x95 cm) realizzato tra il 1608 ed il 1609 da Caravaggio e conservato nella Galleria Palatina di Palazzo Pitti a Firenze.

## Storia
Del dipinto si hanno scarse notizie antiche.
Fu inciso da G. Silvani (La Galleria Imperiale di Palazzo Pitti, 1838, vol. IV), indicandolo come ritratto di un cavaliere di Malta e attribuendolo a Niccolò Cassana. In seguito, in un'altra incisione ottocentesca, il personaggio è indicato come Niccolò Caracciolo di San Vito, cavaliere di Malta, forse per via di un errore nella lettura dell'incisione di Silvani, in cui Cassana era diventato Caracciolo. Fu anche formulata l'ipotesi che l'opera fosse legata a Niccolò dell'Antella, proprietario dell' Amorino dormiente di Caravaggio nello stesso museo. Il Chiarini ipotizzò che il ritratto fosse arrivato a Pitti dalle collezioni di Leopoldo de' Medici, tramite l'acquisto sulla piazza veneziana, mentre altri ritengono che invece arrivò in città con l'intermediazione dei Dell'Antella, legandolo alla notizia di un ritratto ovale del Gran Maestro Alof de Wignacourt, già posseduto dalla famiglia e collocato nella chiesa di San Jacopo in Campo Corbolini.
La prima a formulare il nome di Caravaggio fu Mina Gregori, legandolo a una notizia di un altro ritratto del Wignacourt, citato dal Bellori (1672): "lo ritrasse in piedi armato, et a sedere disarmato nell'habito di Gran Maestro, conservandosi il primo ritratto dell'Armeria di Malta (p. 209). Più recentemente si è fatta avanti l'ipotesi che si tratti di Antonio (o Marcantonio) Martelli, cavaliere di Malta, ritratto all'età di circa settanta anni. Il pittore fu molto legato a lui, tanto da far pensare che la fuga del Caravaggio da Malta, avvenuta poco dopo, sia stata possibile grazie all'aiuto del Martelli. Riferimenti documentari hanno definitivamente confermato questa ipotesi.

## Descrizione e stile
Un bagliore illumina la figura del cavaliere di Malta, ritratto a mezza figura su sfondo scuro, volto di tre quarti verso destra e indossante la divisa dell'ordine, con la grande croce bianca in pectore. La forte illuminazione indaga con cura i dettagli anatomici della figura, individuandone con precisione i tratti somatici e i segni dell'età avanzata.
L'opera appare incompiuta nello sfondo e nei particolari in basso della figura: ipotesi, questa, che farebbe pensare a quest'opera come l'ultima dipinta a Malta.